# Louis Benjamin Marie Devouges
Louis Benjamin Marie Devouges, né en 1770 à Paris et mort le 19 juillet 1842 dans cette même ville, est un peintre et dessinateur français.

## Biographie

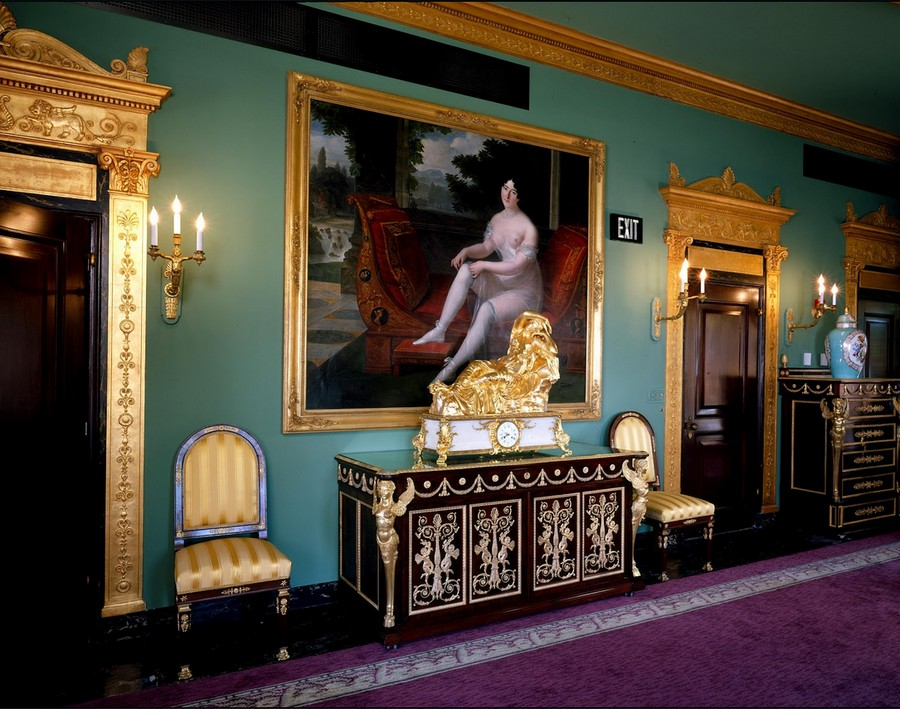
Portrait présumé de Pauline Bonaparte, Sarasota, John and Mable Ringling Museum of Art.

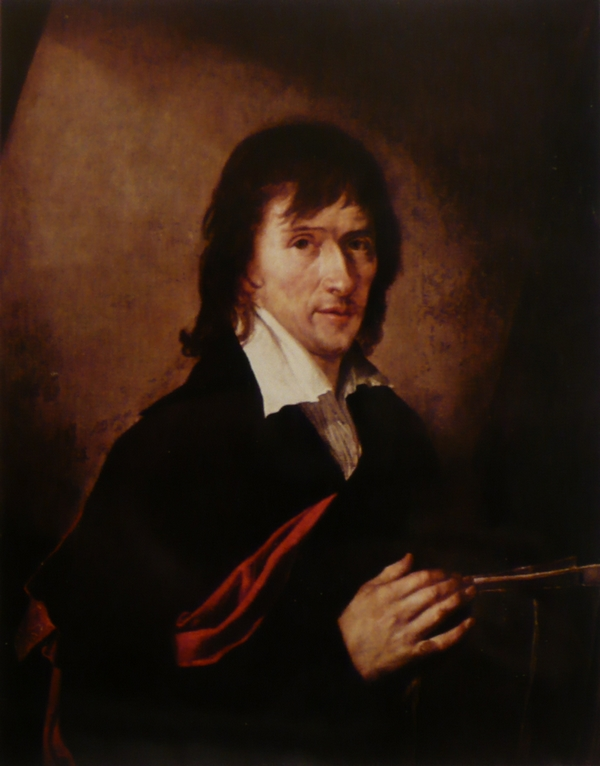
Attribué à Louis Benjamin Marie Devouges, Portrait présumé de Jean-Louis de Marne, localisation inconnue.

Élève de Jean-Baptiste Regnault, de Jacques-Louis David et de Jean-Louis de Marne, Louis Benjamin Marie Devouges expose au Salon de Paris de 1793 à 1839. Il peint des sujets pastoraux et un grand nombre de portraits. Il séjourne un certain temps à Moscou où il exécute une série de tableaux pour la galerie du prince Narischkine. Par la suite, il professe au grand collège de Lyon, puis se livre à l’enseignement de la peinture et du dessin en leçons particulières.
Il dessine un grand nombre de portraits de députés français de 1789.
Il peint des portraits, dont ceux de Napoléon Ier, du général Duhesme, du comte Delafôret, pair de France, du baron de la Malvirade, du général préfet du Morbihan Jullien, qui ont été exposés au Salon de 1800 à 1822.

## Œuvres
- Bordeaux, musée des beaux-arts : La Naissance du duc de Bordeaux, commandé par la Ville de Bordeaux à l’époque du baptême du prince.
- Orléans, cathédrale Sainte-Croix : Descente de Croix, 1822.
- Sainte-Caradèche[réf. nécessaire], église : La Résurrection.
- Stockholm :
  - Satyre et bacchante dans une grotte ;
  - Nymphe nourrie par une chèvre.